# 西中延
西中延（日语：／ Nishi-nakanobu */?）是東京都品川區的地名。現行行政地名為西中延一丁目至西中延三丁目。2013年8月1日為止的人口有7,124人。郵遞區號142-0054。

## 地理
位於東京都品川區西南部。北與平塚之間以東京都道420號鮫洲大山線（26號線通）為界，東鄰中延，南接旗之台，西與荏原、旗之台之間以中原街道為界。中原街道沿線可見高層建築，其他地區為住宅區。

## 歷史
- 1889年（明治22年）：為平塚村大字中延。
- 1926年（大正15年）：平塚村改為平塚町，為平塚町大字中延。
- 1927年（昭和2年）：平塚町改稱荏原町。
- 1932年（昭和7年）：成立荏原區，為荏原區中延町。
- 1941年（昭和16年）：中延町分為中延一～五丁目、東中延一～四丁目、西中延一～五丁目、荏原六丁目、小山四～五、八丁目。
- 1965年（昭和40年）：實施新住居表示，西中延一～二丁目、平塚四～六丁目各一部分合併為現行的西中延。

### 地名由來
此地為舊中延町西部。

## 交通

### 鐵路
東南部有東急池上線通過。町域內沒有鐵路車站，東方有東急池上線荏原中延站與東急大井町線、都營淺草線中延站，南方有東急池上線、東急大井町線旗之台站與東急大井町線荏原町站。

### 道路
- 荏原文化中心通

## 設施
- 昭和大學醫院附屬東醫院 - 中央棟與大學本部在相鄰的旗之台。
- 荏原郵便局
- 品川區立延山小學校

## 備註
1. ↑  .   [2013年8月7日]. （原始内容存档于2014年2月23日）.